# جايسون نوغينت
جايسون نوغينت هو لاعب كرة القدم الكندية كندي، ولد في 18 مايو 1982 في سكاربورو، تورنتو في كندا.